# Howard Carter
Howard Carter (9. května 1874 Londýn – 2. března 1939 Londýn) byl britský archeolog a egyptolog. Původně pracoval na vytváření kopií egyptských svitků a maleb, později pracoval pod EAS (Egyptian Antiqueities Service), z něhož vystoupil roku 1905. V další archeologické práci byl sponzorován lordem Carnarvonem. Dne 4. listopadu 1922, po patnácti letech hledání, objevil v Údolí králů nedaleko Luxoru hrobku faraona Tutanchamona.

## Život

### Původ a mládí
Narodil se jako nejmladší z jedenácti dětí manželů Marthy a Samuela Carterových v londýnské čtvrti Kensington. Jeho otec byl známý malíř zvířat a syna, který zdědil jeho talent, podporoval v zájmu o kreslení. Oba rodiče pocházeli ze Swaffhamu v hrabství Norfolk a Howard Carter tam prožil velkou část dětství a v dospělosti se často vracel do domu, který patřil jeho rodině. Howard nechodil do školy, protože byl slabý a často nemocný, měl domácího učitele. Při jednom z pobytů ve Swaffhamu navštívil s otcem nedaleké sídlo Didlington Hall, kde ho upoutala bohatá sbírka egyptských starožitností. Majitel sídla lord Amherst a jeho žena oceňovali kreslířské schopnosti mladého Cartera a v roce 1891 ho doporučili za pomocníka rodinnému příteli Percymu Newberrymu, který zpracovával v Britském muzeu v Londýně své náčrtky z vykopávek v Egyptě. O několik měsíců později s ním Carter odjel do Egypta kopírovat nástěnné malby v hrobce z období Střední říše v Beni Hasan.
Přestože neměl formální vzdělání a neuměl jazyk, houževnatě začal naplňovat svůj cíl stát se archeologem. Praktické zkušenosti získával jako pomocník na vykopávkách pod vedením Flinderse Petrieho v El Amarně, v letech 1894 až 1899 pracoval s Édouardem Navillem v Dér el-Bahrí. Seznámil se s ředitelem Památkové správy Gastonem Masperem, který Carterovi nabídl místo inspektora v Horním Egyptě. Sídlil v Luxoru a dohlížel na vykopávky a jejich restaurování v nedalekých Thébách. Sledoval také systematický průzkum v Údolí králů, na který získal v roce 1902 koncesi bohatý americký podnikatel Theodor Davis. Kromě toho vedl i své vlastní vykopávky. V roce 1903 byl povýšen a přeložen jako inspektor Dolního a středního Egypta do Sakkáry, ale zde ukončil jeho působení incident v lednu 1905 se skupinkou francouzských turistů. Carter se zastal egyptských zaměstnanců, odmítl se omluvit a z funkce odešel. Živil se malováním a prodejem akvarelů turistům a v roce 1906 pracoval jako kreslíř na volné noze pro Theodora Davise.

### Objev Tutanchamonovy hrobky

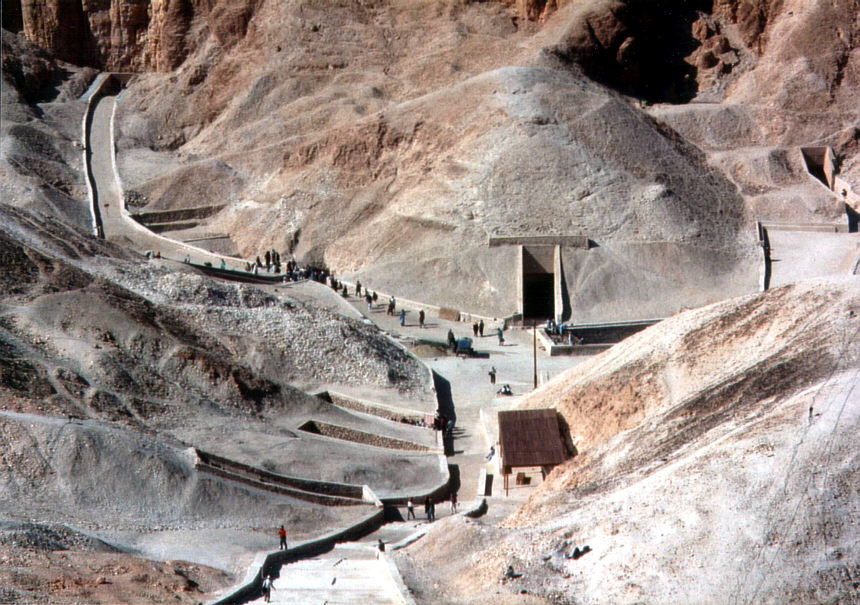
Údolí Králů v Egyptě

V roce 1907 Carter začal pracovat pro lorda Carnarvona, který ho zaměstnal na doporučení Gastona Maspera, aby dohlížel na vykopávky šlechtických hrobek v Dér el-Bahrí. V roce 1914 získal lord Carnarvon po Davisovi koncesi na kopání v Údolí králů, avšak po vyhlášení první světové války musely být práce přerušeny. Carter zůstal v Egyptě jako královský kurýr a překladatel pro Blízký východ. V blízkosti Údolí králů si postavil dům a prováděl vlastní průzkum lokality s cílem najít hrob faraona Tutanchamona. V roce 1917 se začalo znovu kopat, ale pouze se skromnými nálezy. V roce 1922 lord Carnarvon chtěl finančně nákladný projekt ukončit, ale na Carterovo naléhání souhlasil s prodloužením o jednu sezónu.

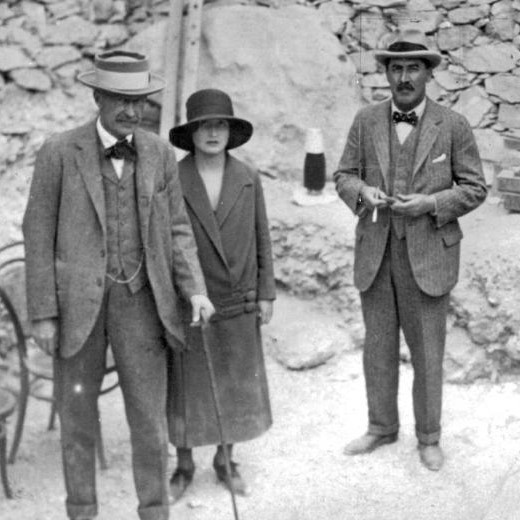
lord Carnarvon s dcerou a Howard Carter u Tutanchamonovy hrobky

Vykopávky začaly 1. listopadu 1922 a za dva dny se podařilo v zemi objevit první stupeň schodiště. Další den bylo odkryto dalších dvanáct schodů, které vedly k zazděnému vstupu, na kterém byla neporušená pečeť faraona Tutanchamona. Po příjezdu lorda Carnarvona byla hrobka koncem listopadu otevřena a kromě velkého množství uměleckých předmětů byl v pohřební komoře nalezen i nepoškozený sarkofág. Hrobka byla považována za nejlépe zachovanou faraonskou hrobku, která kdy byla v Údolí králů nalezena, a objev byl s velkým zájmem sledován odborníky i světovým tiskem.

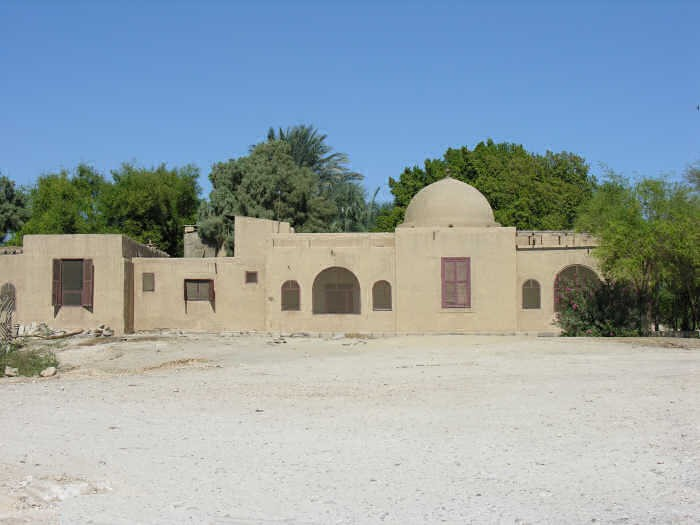
Carterův dům v Luxoru

Lord Carnarvon zemřel nečekaně na otravu krve po bodnutí moskytem v Káhiře 5. dubna 1923. Lady Carnarvonová si ponechala koncesi svého zesnulého manžela v Údolí králů a pokračovala ve financování projektu, což Carterovi umožnilo pokračovat v práci. Pečlivé posouzení a katalogizace tisíců předmětů v hrobce Carterovi trvalo téměř deset let. Většina z nich byla přesunuta do Egyptského muzea v Káhiře.
Během několikaletého hledání Tutanchamonovy hrobky musel čelit složité politické situaci v Egyptě, tlaku veřejného mínění na zpřístupnění hrobky a překonat období první světové války, kdy byly práce na nějaký čas zastaveny. Byl neustále tlačen k rychlejšímu tempu nekompetentními odborníky a kvůli tomu došlo k nenapravitelným škodám na nalezených artefaktech, které se pod rukama rozpadaly. Jako archeolog–amatér byl oficiálními vědeckými kruhy považován za šťastlivce a z toho důvodu se ve Spojeném království nedočkal uznání. V roce 1926 však obdržel od egyptského krále Fuada I. Řád Nilu třetí třídy. Byl mu také udělen čestný titul doktora věd Yaleovy univerzity a čestné členství v Real Academia de la Historia v Madridu ve Španělsku. Musel také čelit obvinění, že si některé artefakty nechal pro sebe. Smrt lorda Carnarvona a několika dalších mužů, kteří se podíleli na objevu Tutanchamonova hrobu, dala podnět ke vzniku legendy o faraonově kletbě.
Carter během své kariéry napsal řadu knih o egyptologii, mezi nimi Pět let průzkumů v Thébách (Five Years' Exploration at Thébs) napsané společně s lordem Carnarvonem v roce 1912, popisující jejich rané vykopávky, a třísvazkový populární popis objevu a vykopávek Tutanchamonovy hrobky, který publikoval v roce 1933. Přednesl také sérii přednášek o vykopávkách, včetně turné po Británii, Francii, Španělsku a Spojených státech v roce 1924. Těch v New Yorku a dalších amerických městech se zúčastnilo velké a nadšené publikum, což vyvolalo americkou egyptománii. Prezident Coolidge dokonce požádal o soukromou přednášku.

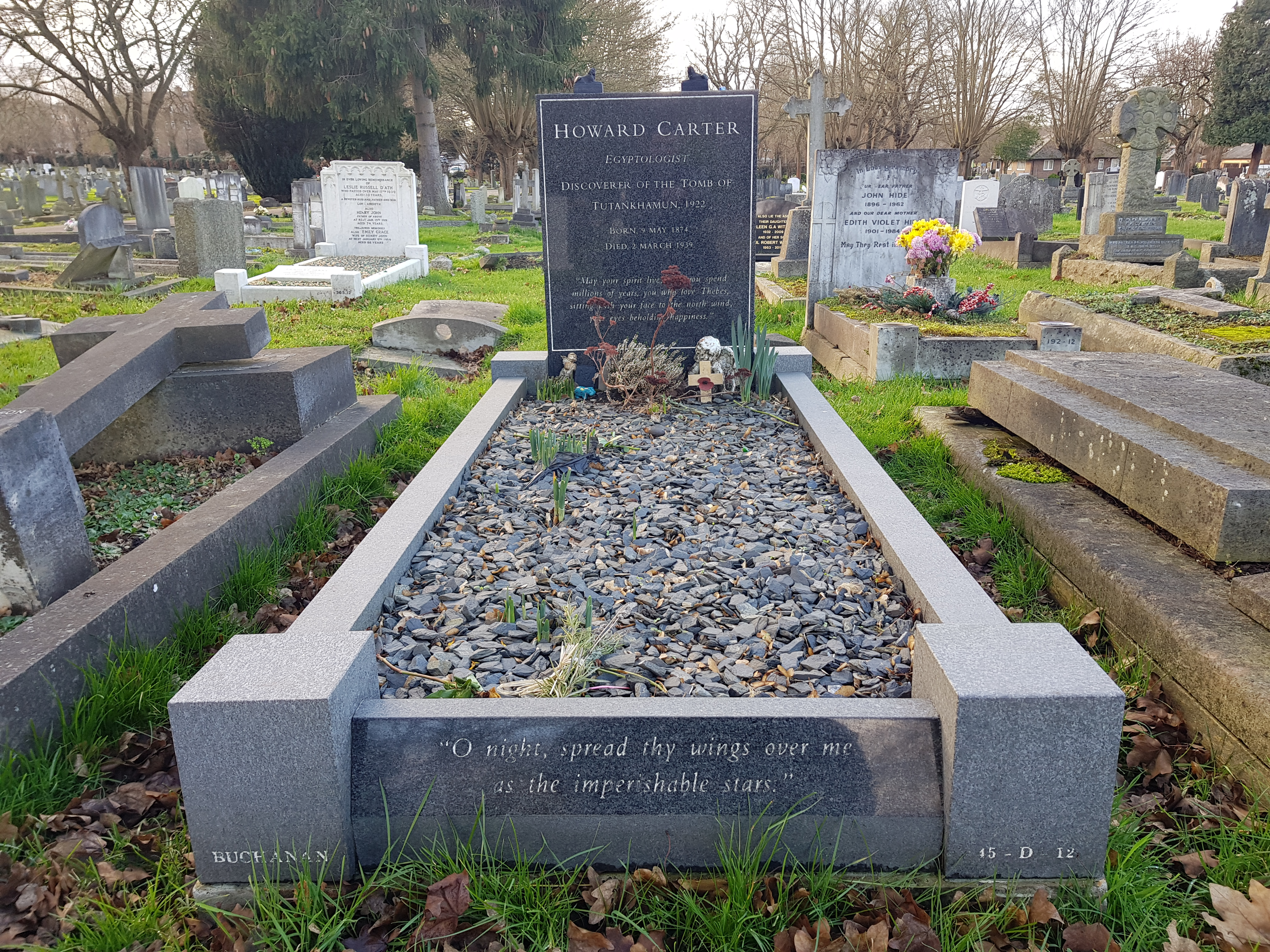
Hrob Howarda Cartera v Londýně

### Závěr života
V roce 1932 Carter zanechal práce na vykopávkách a žil ve svém bytě na Albert Court v Londýně. Ponechal si dům poblíž Luxoru, kde trávil zimní měsíce. Nikdy se neoženil, byl samotář a postupně upadal v zapomnění. Řadu let působil jako obchodník na částečný úvazek jak pro soukromé sběratele, tak pro muzea.
Zemřel 2. března 1939 ve věku 64 let na rakovinu. Byl pohřben na hřbitově Putney Vale v Londýně. Carter odkázal majetek své neteři. Jeho sbírku starožitností odkoupil egyptský král Farúk pro Egyptské muzeum v Káhiře a jeho dům na západním břehu Nilu přešel do vlastnictví Metropolitního muzea v New Yorku. Carterův dům v Luxoru u Údolí králů byl ponechán v původním stavu a přeměněn na muzeum.

## Vyznamenání
- komtur Řádu Nilu – Egyptské království, 1926 – udělil egyptský král Fuad I.[6]
- doktor věd na Yale University[7]
- čestný člen Královské akademie historie. Španělsko[7]